# Eduard Romanjuta

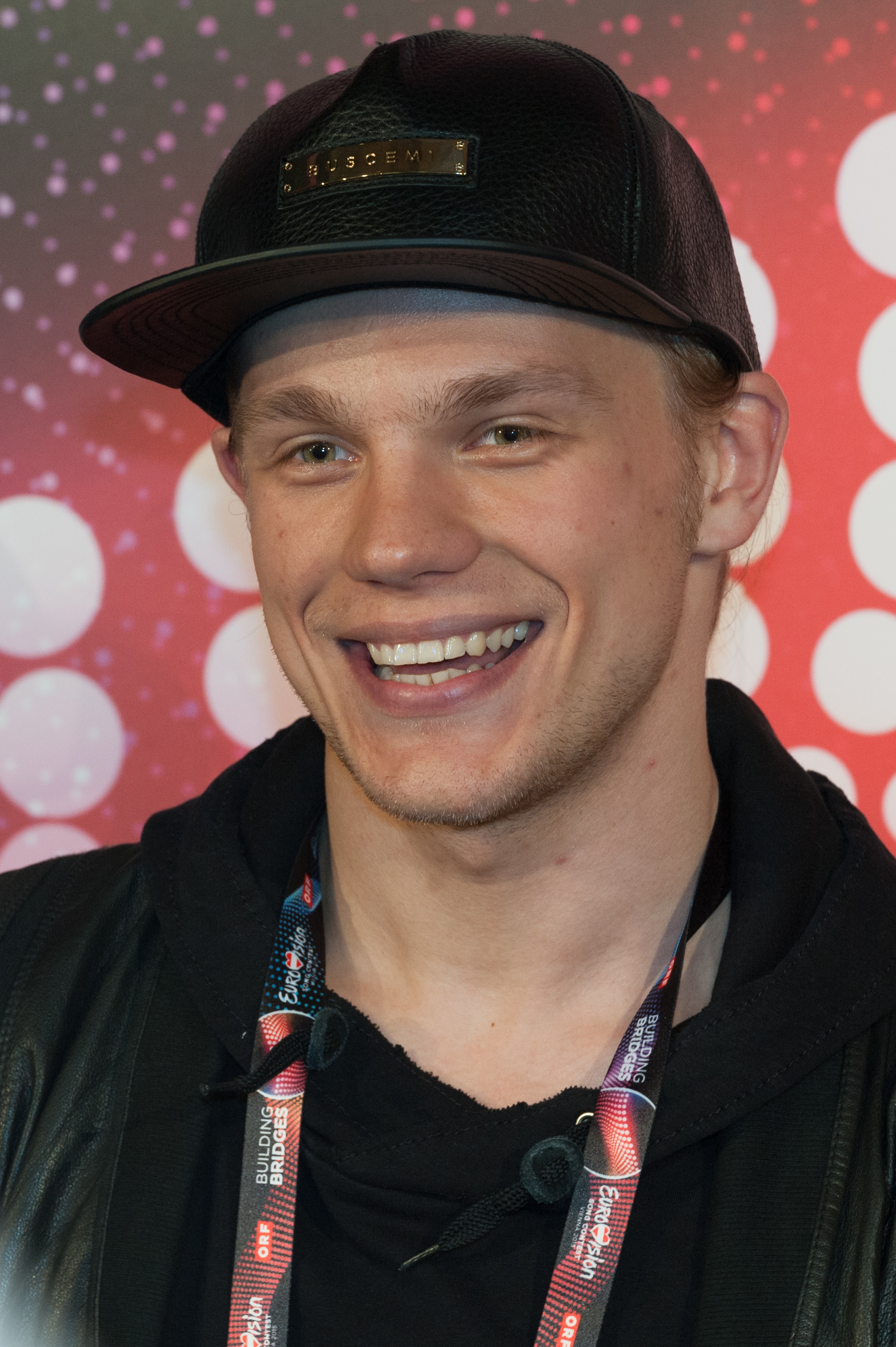
Eduard Romanjuta 2015.

Eduard Romanjuta (ukrainska: Едуард Едуардович Романюта), född 23 oktober 1992 i Ternopil, är en ukrainsk sångare som representerade Moldavien i Eurovision Song Contest 2015 med låten I Want Your Love. 

## Diskografi

### Album
- 2014 - Conspiracy

### Singlar
- 2011 - Berega
- 2012 - Invincible
- 2012 - I'll Never Let You Go
- 2012 - Conspiracy
- 2012 - Betray
- 2012 - 20.12
- 2013 - Get Real With My Heart
- 2013 - No Regrets
- 2013 - Nightmare
- 2013 - Reckless
- 2015 - I Want Your Love
- 2015 - I Want Your Love (Moldaviens bidrag i Eurovision Song Contest 2015)